# Нова Дјединка
Нова Дјединка (слч. Nová Dedinka) насељено је мјесто са административним статусом сеоске општине (слч. obec) у округу Сењец, у Братиславском крају, Словачка Република.

## Историја
Насеље је настало 1960. године спајањем два насеља Дјединке при Дунаву и Нове Вес при Дунаву.

## Становништво
| Година:    | 1994. | 2004.   | 2014.    | 2024.    |
| ---------- | ----- | ------- | -------- | -------- |
| Број људи: | 1592  | 1751    | 2315     | 3608     |
| Разлика:   |       | +9,98 % | +32,21 % | +55,85 % |

| Година:    | 2023. | 2024.   |
| ---------- | ----- | ------- |
| Број људи: | 3533  | 3608    |
| Разлика:   |       | +2,12 % |

Према подацима о броју становника из 2011. године насеље је имало 2.045 становника.

## Познате личности
- Ивета Радичова, бивша предсједница Владе Републике Словачке